# История Актюбинской области
В данной статье рассматривается история Актюбинской области (каз. Ақтөбе облысының тарихы). Область была создана в 1932 году, но самые древние находки на этой местности датируются средним бронзовым веком.

## В древние времена
В неогеновый период на освободившейся от моря суше Западно-Сибирской равнины, Тургайского прогиба, северного Приаралья и Туранской низменности начала складываться речная сеть. Из-за сокращения доступа влажных океанических воздушных масс и водных бассейнов климат становился всё более сухим.
Памятники эпохи позднего палеолита в Казахстане недостаточно изучены, а в Северном и Западном Казахстане, к которому относится Актюбинская область, и вовсе неизвестны. Во II тысячелетии до н. э. на территории Северного и Западного Казахстана проживали андроновские (алакульские) племена. Основу их хозяйства составляли кочевое скотоводство и мотыжное земледелие.
В степях Актюбинской области обнаружены два типа надмогильных сооружений — кольцеобразные каменные ограды и курганы. К культуре средней бронзы (26/25—20/19 века до н. э.) относятся находки на реке Каргалы вблизи города Актобе.
Согласно письменным источникам, в VIII—X веках на территории области обитали представители тюркских племенных союзов кипчаков, кимаков и огузов, основным занятием которых было кочевое скотоводство. Некоторые кимаки в зимний период прикочёвывали в степи между Уралом и Эмбой, а лето проводили в Прииртышье. К X веку большая часть огузов расселилась в степях у Аральского и Каспийского морей, они кочевали по Иргизу, в предгорьях Мугоджар, по Эмба, Уралу, на берегах Аралсора и Уила. Было найдено несколько огузских крепостей: Нуджах и Бадагах в районе Мугоджарского хребта, Даранда (Дендера) и Дарку между северо-восточными склонами Мугоджар и отрогами Южного Урала.

## В Средневековье
В XI—XII веках территории Актюбинской области были частью обширных владений кипчакских племён. В процессе завоевания Средней Азии монголами, этот регион стал частью Монгольской империи, а после его распада вошёл в состав Золотой Орды. После того, как в XIII—XIV веках началось раздробление Золотой Орды, эти земли вошли в состав нескольких новообразованных тюрко-татарских ханств.
В конце концов территория современной Актюбинской области стала частью Казахского ханства. При Касым-хане эти земли были включены в Сарайчикский вилаят с центром в Сарайчике. Территории Западного Казахстана принадлежали родоплеменным объединениям алимулы, байулы и жетыру, которые вместе образовывали Малую орду (жуз).

## В составе Российской империи
Местность Тургайской области Российской империи, занимала большую часть современной Актюбинской области, входила в состав Младшего и Среднего жуза, которые в царствование Анны Иоанновны были приняты в подданство России и до 20-х годов XIX века подчинялись пограничной системе управления: в течение этого времени правительство поддерживало поставленных над казахами ханов и, оградив степные окраины линиями укреплённых пунктов, не вмешивалось в дела внутреннего управления кочевников.
22 июня 1822 года введён новый устав, по которому Сибирская степь разделилась на округи, подчинённые окружным приказам, расположенным внутри степи; во главе приказов поставлены выборные старшие султаны, а округи разделены на волости и аулы. В то же время в Младшем жузе было упразднено ханское достоинство, а Оренбургская киргизская степь разделена на три части: Западную, Среднюю и Восточную. Управление ими было вверено особым старшим султанам, переименованным впоследствии в султанов-правителей.
Неудачный Хивинский поход 1839—1840 годов и бунт султана Кенесары Касымова (1840—1844) показали несовершенство этого порядка. С 1843 по 1848 г. в степи быстро возникли укрепления: Уральское (совр. город Иргиз), Оренбургское (город Тургай), форт Карабутакский (на половине пути между бывшей Орской крепостью и укреплением Уральским), укр. Ново-Петровское (на самом берегу Каспийского моря) и Раимское или форт № 1 (на реке Сырдарье). При этих укреплениях устраивались и русские поселения. В конце 50-х годов спокойствие в этой степи сделалось явлением обычным, и она была введена в состав империи на общих основаниях, с передачей из ведения министерства иностранных дел в ведомство министерства внутренних дел, при чём переименованы были: Оренбургская киргизская степь — в Область оренбургских киргизов, а пограничная комиссии — в областное правление оренбургскими киргизами. Недолго затем продолжали существовать и должности султанов-правителей.
В 1865 году Область оренбургских киргизов разделена на две: Уральскую (из земель Уральского казачьего войска, западной и небольшого пространства средней части Области оренбургских киргизов) и Тургайскую (из остальной части Области оренбургских киргизов). Тургайская область была разделена на 4 уезда, уезды — на волости, волости — на аулы; существует ещё деление аулов на пятидесятничества и десятничества, так же как и в русских посёлках сотские и десятники. Областное правление, во главе которого стоит военный губернатор, помещается в Оренбурге за неимением в Тургайской области соответствующего нуждам центральной администрации города или поселения. Уездные власти состоят из уездного начальника, волостных управителей и аульных старшин. Последние должности замещаются исключительно казахами, по выбору самого общества.
«Временное Положение об управлении в степных областях Оренбургского и Западно-Сибирского генерал-губернаторств» от 11 июля 1867 года закрепило на законодательном уровне присоединение казахских территорий к Российской империи и положило начало завершающему этапу этого исторического процесса. Направление к юго-востоку Оренбурга, который был опорным пунктом в колонизации этих богатых земель, показалось русским придворным стратегам очень привлекательным.
В мае 1869 года к междуречью Илека и Хобды направился отряд из двух рот пехоты, сотни казаков и 14 орудий, которым командовал флигель-адъютант граф фон Борг. По настоянию военного губернатора края Льва Баллюзека, который был в составе отряда, 15 (28) мая (или 14 (27) мая) на двух холмах в урочище у слияния рек Илек и Каргалы заложили укрепление Ак-Тюбе.
Территория нынешнего Актобе контролировалась родом Арынгазиева из племени табын, которого в своих отчётах Баллюзек охарактеризовал как «неблагонадёжного». После прибытия отряда почти все местные жители откочевали на территорию Уральской области, хотя Баллюзек отмечал их «лояльность», а в числе оставшихся были лишь султаны Арынгазиевы и повстанческий отряд под командованием Айшарыка Бекбауова, который прекратил сопротивление после первого поражения от казаков.

## В советский период
Актюбинская область была образована 10 марта 1932 года. Изначально область состояла из 17 районов: Адамовский, Акбулакский, Актюбинский, Аральский, Батпаккаринский, Джетыгаринский, Иргизский, Карабалыкский, Ключевой (совр. Алгинский), Кустанайский, Мендыкаринский, Семиозёрный, Табынский (совр. Байганинский), Темирский, Убаганский, Хобдинский, Челкарский (совр. Шалкарский). В том же году из Акбулакского района был выделен Мартукский район, а сам Акбулакский район был передан Оренбургской области.
В 1936 году из 11 районов Актюбинской области была образована Кустанайская область. К 1937 году в области осталось 14 районов, в 1938 году Аральский район был передан Кзыл-Ординской области. В том же году в области был образован Родниковский район, но затем 1957 году он был расформирован, а его территории отошли Степному и Мартукскому районам.
В 1940 году несколько районов Актюбинской области были укрупнены, некоторые территории Уилского района отошли современной Атырауской области, а сам Уилский район был укрупнён и переименован в Алтыкарасуский.
К 1958 году в области насчитывалось 12 крупных районов. Территории современного Мугалжарского района занимал Джурунский район, а Каргалинского — Степной район. После объявления независимости Республики Казахстан Актюбинский, Исатайский, Карабутакский и Октябрьский районы были упразднены и вошли в состав других районов области.